# Czerniawka (dopływ Plewki)
Czerniawka – struga, lewostronny dopływ Plewki o długości 11,65 km. Przepływa przez województwo lubelskie i mazowieckie.